# Nadezhda Prishchepa
Nadezhda Ivanovna Prishchepa (ukrainien : Надежда Ивановна Прищепа), née le 28 juin 1956 à Kyiv (RSS d'Ukraine), est une ancienne rameuse soviétique d'origine ukrainienne. Elle est médaillée d'argent aux Jeux de 1980.

## Carrière
Nadezhda Prishchepa est médaillée d'argent en huit aux Jeux de 1980 et également double médaillée d'or aux Mondiaux.

## Palmarès

### Jeux olympiques
- Jeux olympiques d'été de 1980 à Moscou ( Union soviétique) :
  -  médaille d'argent en huit

### Championnats du monde
- Championnats du monde 1979 à Bled ( Slovénie) :
  -  médaille d'or en huit
- Championnats du monde 1978 à Karapiro ( Nouvelle-Zélande) :
  -  médaille d'or en huit
- Championnats du monde 1977 à Amsterdam ( Pays-Bas) :
  -  médaille d'argent en huit